# Vélomagg'
Vélomagg' est le système de vélos en libre-service de la métropole de Montpellier,

## Présentation
Mis en place dès juin 2007, sa gestion est assurée par les Transports de l'agglomération de Montpellier.
En avril 2011, les Transports de l'agglomération de Montpellier ont rénové leurs offres de transport pour plus de souplesse (accès par téléphone, par carte bancaire, par carte d'abonné directement sur le vélo) et d'intermodalité : le vélo est intégré aux autres offres de transport pour un maillage fin.

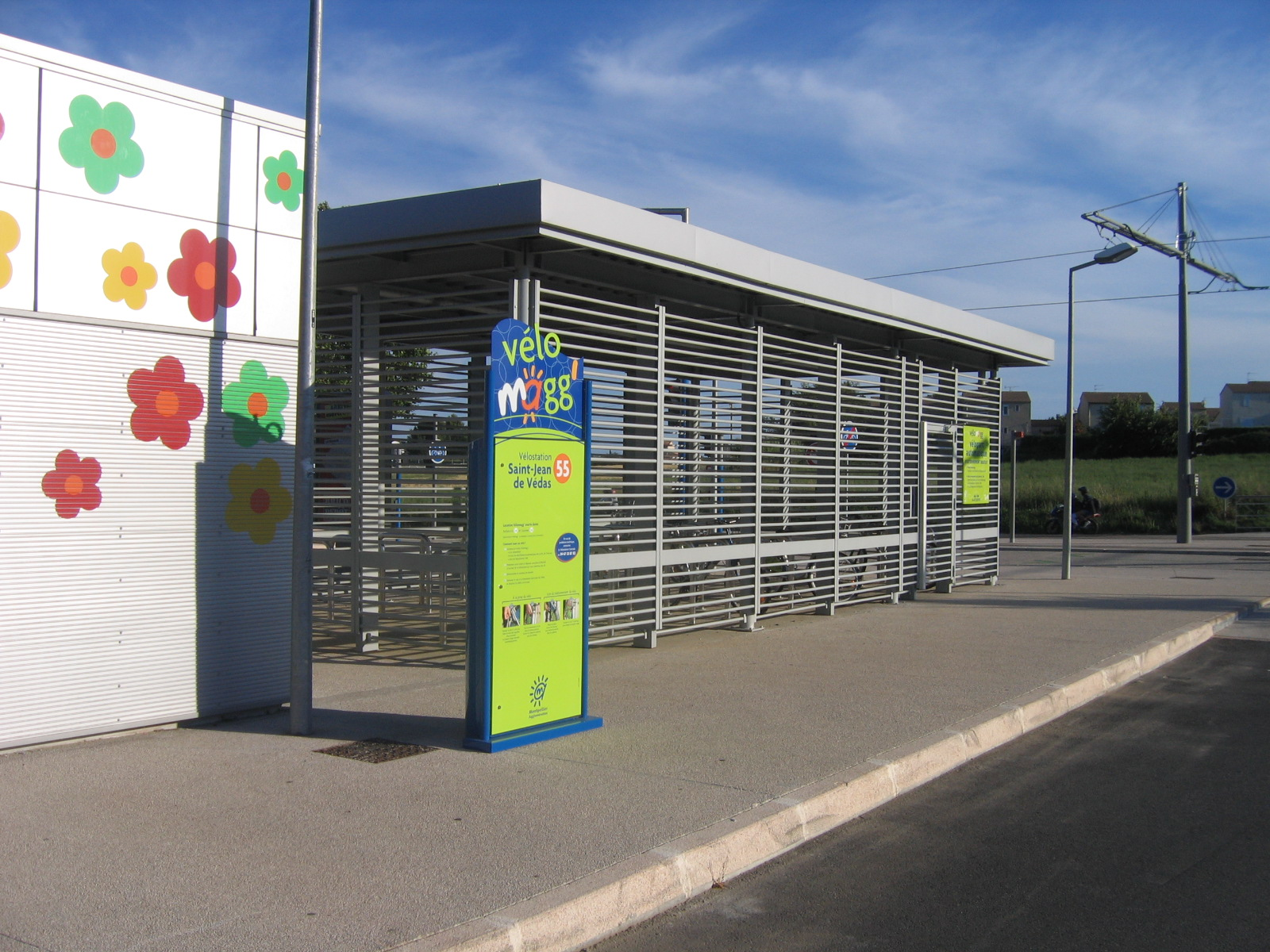
Dix-huit parkings sécurisés.

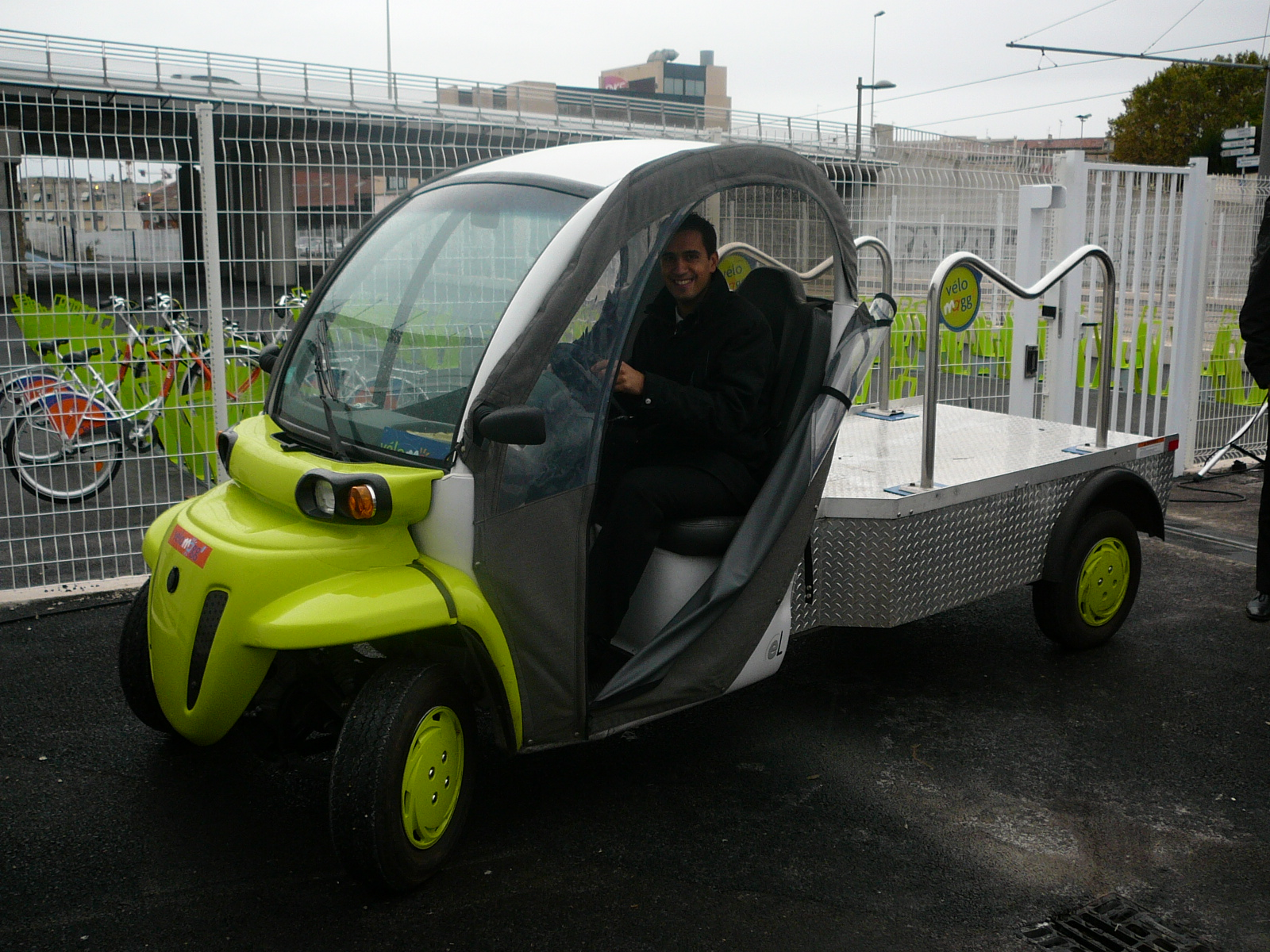
Le réassort est assuré par des camionnettes électriques.

1000 vélos sont disponibles en location courte durée ou longue durée. Des VTT Vélomagg' sont proposés près des plages. Près de 50 stations automatiques sont disponibles sur le territoire de la métropole pour la courte durée. Le faible coût des arceaux (pas de génie civil ni de connexion réseau ou électrique) fait qu'il est rentable de proposer plus de places que de vélos.
Dix-huit parcs à vélos sécurisés sont également disponibles pour les vélos individuels le long des lignes de tramway.